# Parc agricole du Bas-Llobregat
Le Parc agricole du Bas-Llobregat est un espace naturel protégé situé dans la comarque de Baix Llobregat (province de Barcelone), en Catalogne,.

## Description
Le parc du Bas-Llobregat se trouve à l'embouchure du fleuve Llobregat et fait partie de la région métropolitaine de Barcelone. 
Ce parc agricole, constitué des plaines alluviales du delta, est un espace ouvert et délimité dont le but est de faciliter et de garantir la continuité de l'usage agricole, en le préservant de son intégration dans le processus urbain, tout en promouvant des programmes spécifiques permettant d'améliorer et de développer son potentiel économique, environnemental et socioculturel, protégeant le patrimoine naturel de ses environs.
La quasi-totalité de la superficie agricole irriguée correspond à la superficie du Parc Agricole, d'une superficie de 2 938 ha, dont 67 % (1 969 ha) sont considérés comme surface agricole utilisée (SAU).